# 第26回全国中等学校優勝野球大会
第26回全国中等学校優勝野球大会（だい26かいぜんこくちゅうとうがっこうゆうしょうやきゅうたいかい）は、1940年8月12日から8月19日まで甲子園球場で実施された全国中等学校優勝野球大会である。

## 概要
この年は「紀元二千六百年奉祝・全日本中等学校体育競技総力大会」が開催され、会場は甲子園一帯の競技施設で行われた。第26回大会はこの大会の野球部門として開催された。また日本統治下にあった朝鮮、満洲、台湾が最後に出場した大会でもあった（予選大会としては翌1941年が最後の出場大会である）。

## 代表校
| 地方大会 | 代表校   | 出場回数      |
| -------- | -------- | ------------- |
| 北海道   | 北海中   | 2年ぶり14回目 |
| 奥羽     | 福岡中   | 9年ぶり5回目  |
| 東北     | 仙台一中 | 17年ぶり2回目 |
| 北関東   | 高崎商   | 2年ぶり4回目  |
| 南関東   | 千葉商   | 2年連続2回目  |
| 東京     | 日大三中 | 2年ぶり2回目  |
| 信越     | 松本商   | 2年ぶり8回目  |
| 北陸     | 富山商   | 初出場        |
| 山静     | 島田商   | 2年連続4回目  |
| 東海     | 東邦商   | 2年連続2回目  |
| 京津     | 京都商   | 2年連続3回目  |

| 地方大会 | 代表校   | 出場回数      |
| -------- | -------- | ------------- |
| 紀和     | 海草中   | 4年連続6回目  |
| 大阪     | 市岡中   | 6年ぶり10回目 |
| 兵庫     | 北神商   | 初出場        |
| 山陰     | 松江商   | 18年ぶり2回目 |
| 山陽     | 下関商   | 3年連続3回目  |
| 四国     | 徳島商   | 3年ぶり2回目  |
| 北九州   | 福岡工   | 4年連続4回目  |
| 南九州   | 大分商   | 2年ぶり5回目  |
| 朝鮮     | 平壌一中 | 8年ぶり3回目  |
| 満洲     | 奉天商   | 初出場        |
| 台湾     | 台北一中 | 2年ぶり5回目  |

## 試合結果

### 1回戦
- 松江商 3x - 2 北海中（延長14回）
- 下関商 13 - 1 奉天商
- 松本商 3 - 2 徳島商
- 日大三中 3 - 1 大分商（延長18回）
- 東邦商 4 - 3 福岡工（延長11回）
- 高崎商 6 - 0 福岡中

### 2回戦
- 島田商 2 - 1 北神商（延長10回）
- 海草中 12 - 1 平壌一中
- 千葉商 7 - 0 仙台一中
- 京都商 3 - 1 台北一中
- 市岡中 7 - 1 富山商
- 日大三中 3 - 1 高崎商
- 東邦商 3 - 1 松江商（延長10回）
- 松本商 2 - 0 下関商[2]

### 準々決勝
- 島田商 9 - 4 千葉商
- 松本商 7 - 3 日大三中
- 海草中 4 - 3 京都商（延長12回）
- 市岡中 4 - 0 東邦商

### 準決勝
- 海草中 3 - 1 松本商
- 島田商 6 - 2 市岡中

### 決勝
|        | 1 | 2 | 3 | 4 | 5 | 6 | 7 | 8 | 9 | R | H | E |
| ------ | - | - | - | - | - | - | - | - | - | - | - | - |
| 島田商 | 0 | 0 | 0 | 1 | 0 | 0 | 0 | 0 | 0 | 1 | 7 | 1 |
| 海草中 | 0 | 0 | 1 | 0 | 0 | 0 | 1 | 0 | X | 2 | 5 | 1 |

1. （島）：一言 - 松下
2. （海）：真田 - 志水
3. 審判
［球審］天知
［塁審］町田・村井・藤田

| 島田商 | 島田商 | 島田商     |
| 打順   | 守備   | 選手       |
| ------ | ------ | ---------- |
| 1      | [三]   | 中村高治   |
| 2      | [二]   | 小長谷正一 |
| 3      | [捕]   | 松下偕一   |
| 4      | [投]   | 一言多十   |
| 5      | [左]   | 久保吾一   |
| 6      | [右]   | 三室保一   |
| 7      | [中]   | 市川恒雄   |
| 8      | [遊]   | 鈴木清一   |
| 9      | [一]   | 朝比奈三郎 |

| 海草中 | 海草中 | 海草中   |
| 打順   | 守備   | 選手     |
| ------ | ------ | -------- |
| 1      | [左]   | 宮崎繁一 |
| 2      | [一]   | 森本清三 |
| 3      | [遊]   | 竹尻太次 |
| 4      | [投]   | 真田重蔵 |
| 5      | [二]   | 田中雅治 |
| 6      | [捕]   | 志水清   |
| 7      | [中]   | 加納靖介 |
| 8      | [右]   | 貴志久男 |
| 9      | [三]   | 加茂大明 |

## 大会本塁打
1回戦
- 第1号：諏訪裕良（下関商）

2回戦
- 第2号：木村三郎（日大三中）

## その他の主な出場選手
- 吉江英四郎（仙台一中）
- 小川善治（千葉商）
- 坂本茂（日大三中）
- 今泉勝義（日大三中）
- 平林栄治（松本商）
- 堀内亨（松本商）
- 村瀬秀孝（松本商）
- 北川桂太郎（島田商）
- 玉置玉一（東邦商）
- 池端忠夫（東邦商）
- 猪子利男（東邦商）
- 森下博（東邦商）
- 前川正義（東邦商）
- 尾崎律男（東邦商）

- 神田武夫（京都商）
- 徳網茂（京都商）
- 大橋一郎（京都商）
- 蔭山和夫（市岡中）
- 仁科栄三（北神商）
- 野本良男（北神商）
- 高柳常治（北神商）
- 木村忠雄（松江商）
- 長富政武（下関商）
- 蔦文也（徳島商）
- 生田正明（徳島商）
- 須本憲一（徳島商）
- 伴勇資（福岡工）
- 森久米夫（福岡工）
- 櫛田由美彦（台北一中）